# Fontaria lamellides
Fontaria lamellides är en mångfotingart som beskrevs av Chamberlin 1931. Fontaria lamellides ingår i släktet Fontaria och familjen Xystodesmidae. Inga underarter finns listade i Catalogue of Life.